# 馬哈拉斯維爾 (印地安納州)
馬哈拉斯維爾（英語：Mahalasville）是位於美國印地安納州摩根縣的一個非建制地區。該地的面積和人口皆未知。